# Drosera binata
Drosera binata este o specie de plante carnivore din genul Drosera, familia Droseraceae, ordinul Caryophyllales, descrisă de Jacques-Julien Houtou de La Billardière.
Este endemică în:
- Lord Howe I..
- Norfolk I..
- New South Wales.
- Northern Territory.
- New Zealand North.
- New Zealand South.
- Coral Sea Is. Territory.
- Queensland.
- South Australia.
- Tasmania.
- Victoria.
- Ashmore-Cartier Is..
- Western Australia.

Conform Catalogue of Life specia Drosera binata nu are subspecii cunoscute.

## Galerie

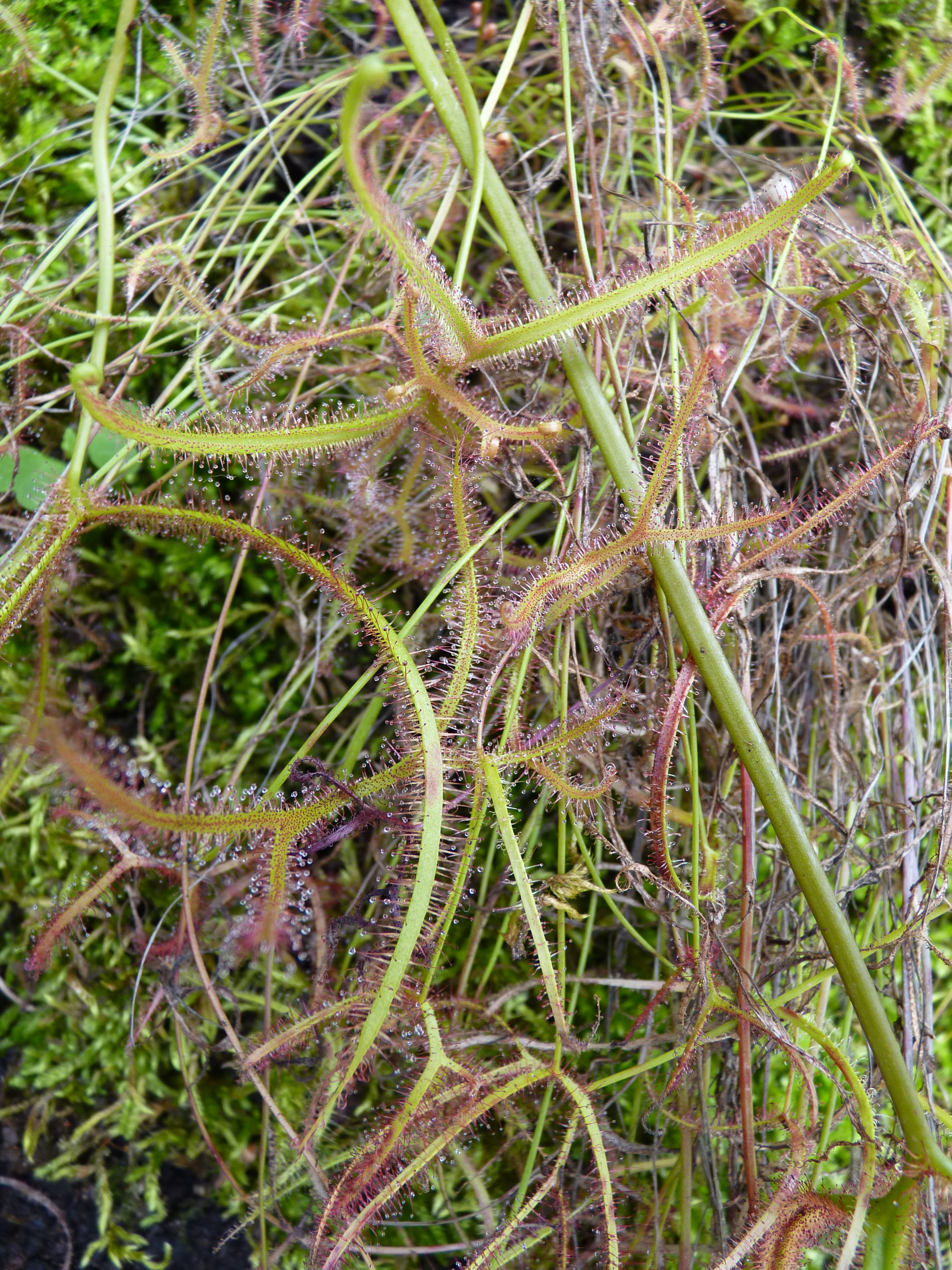
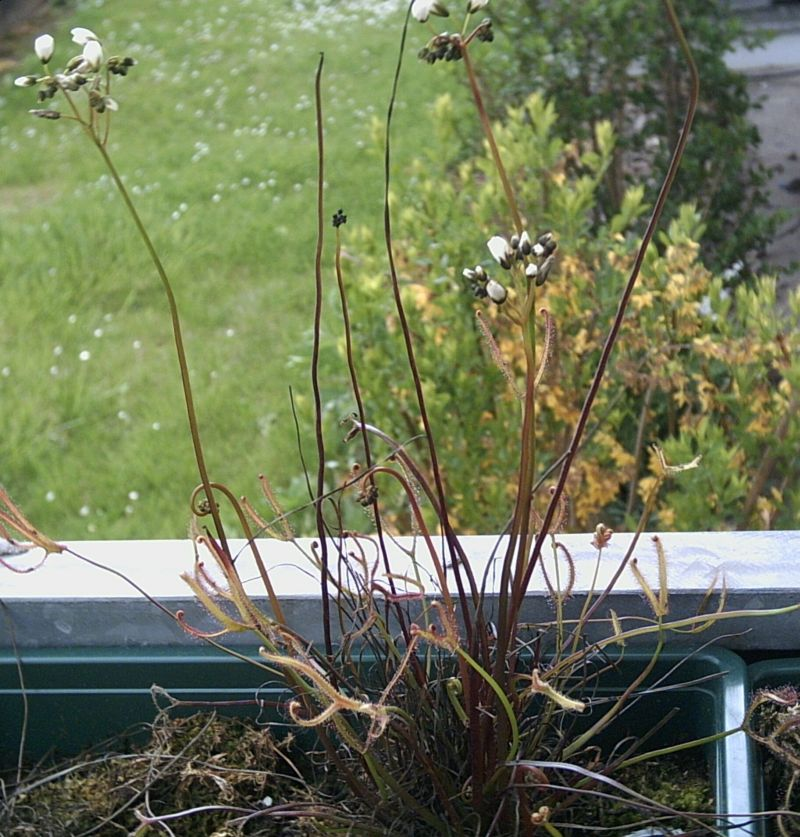
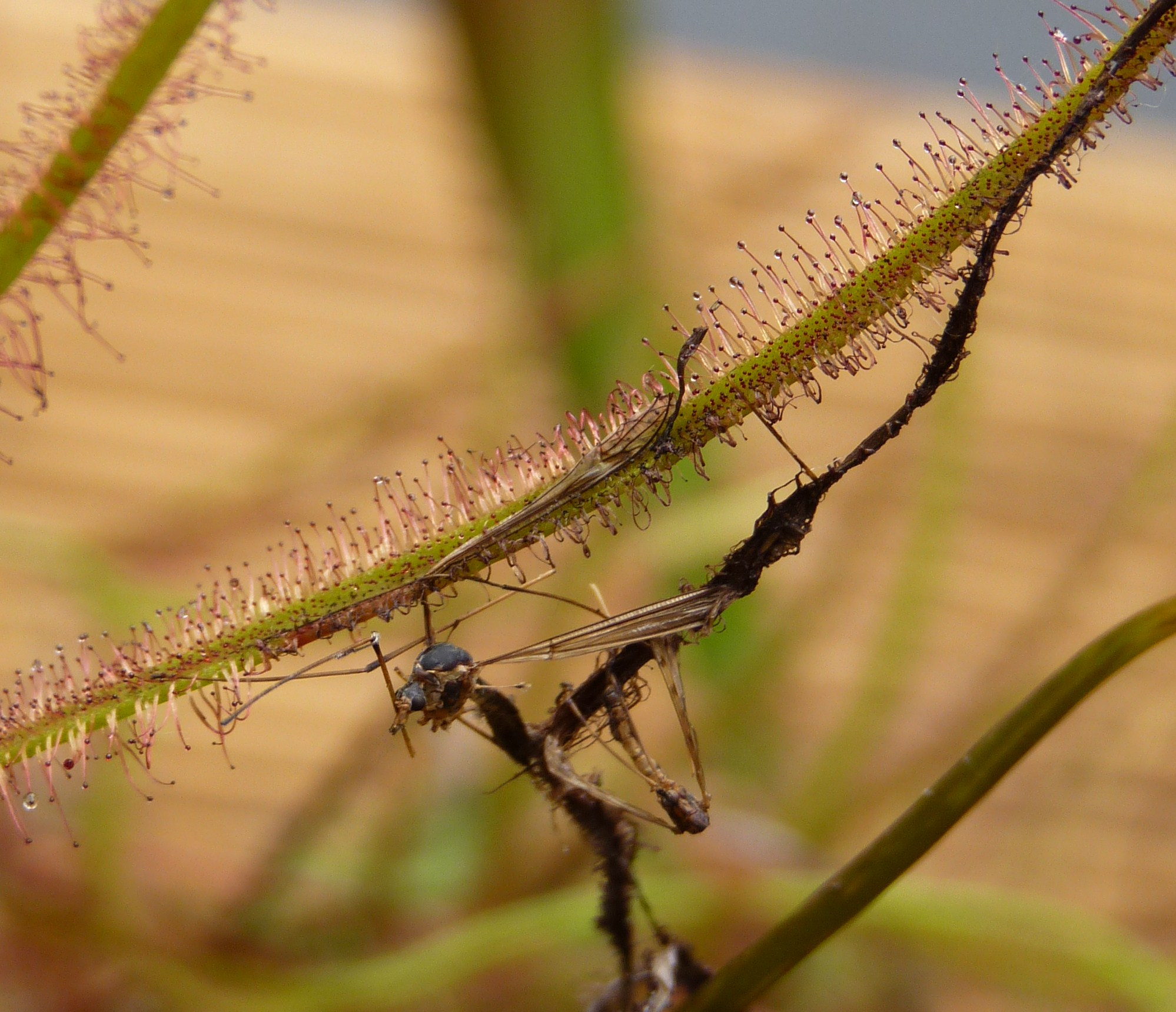
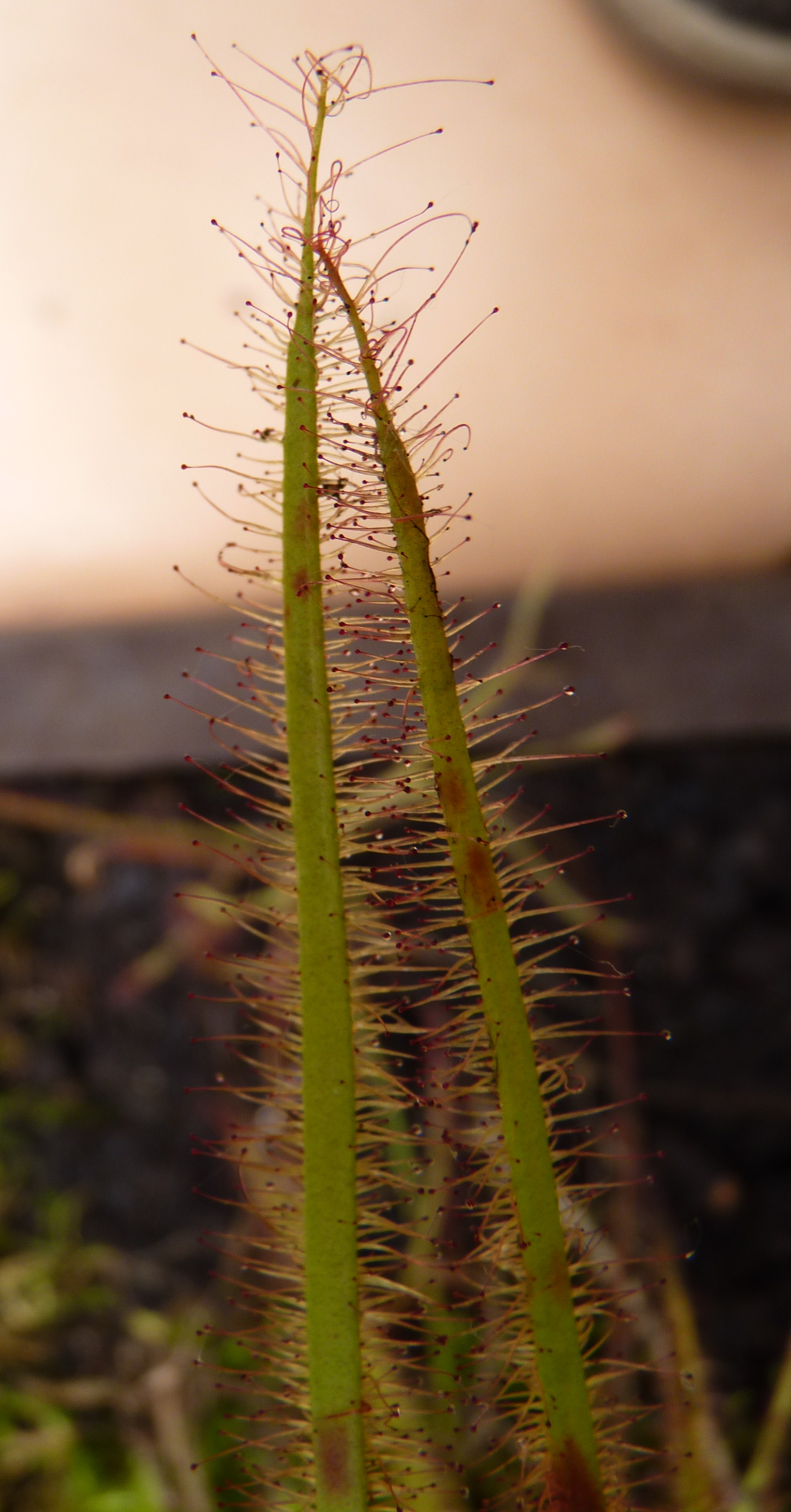
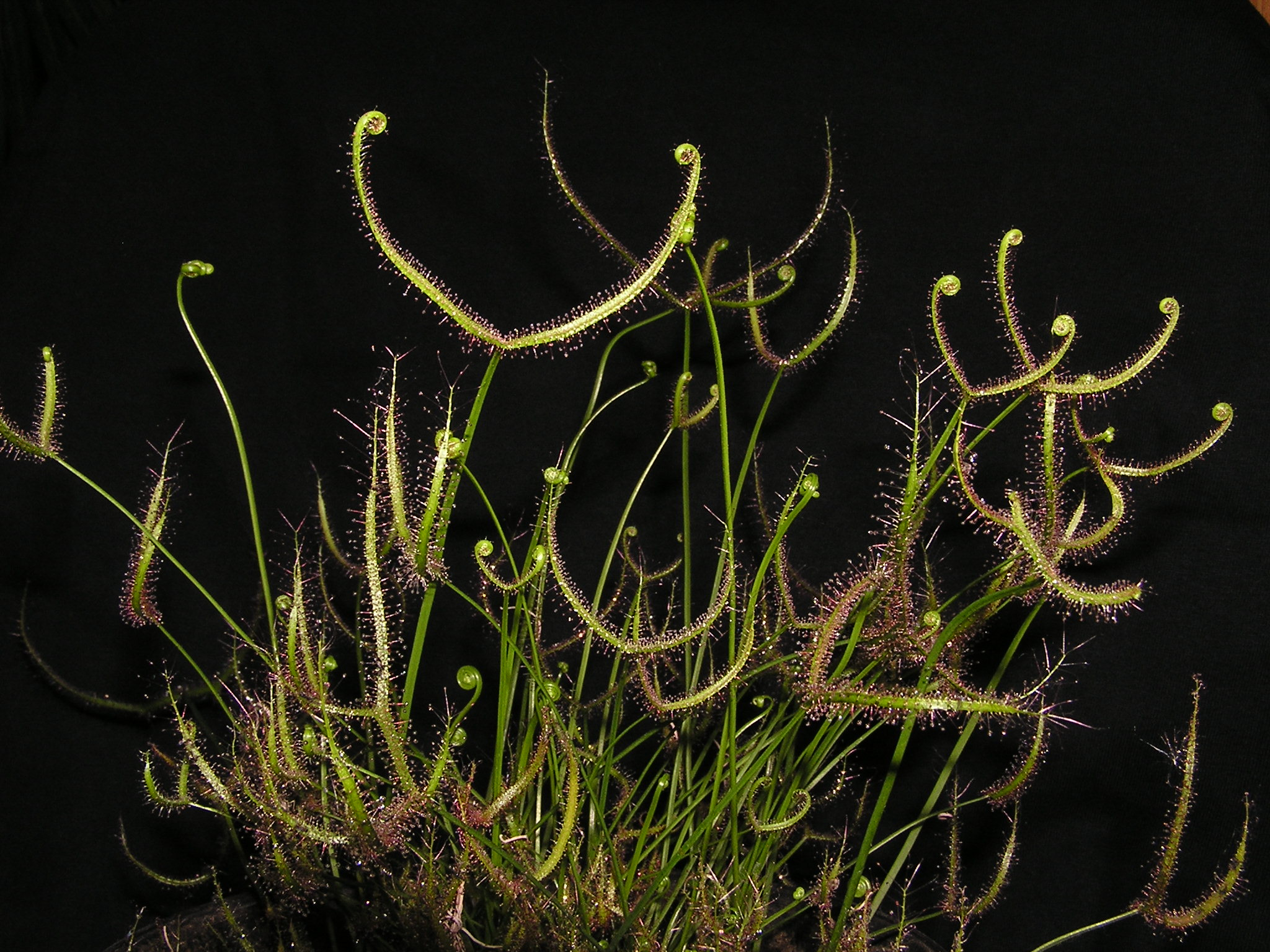
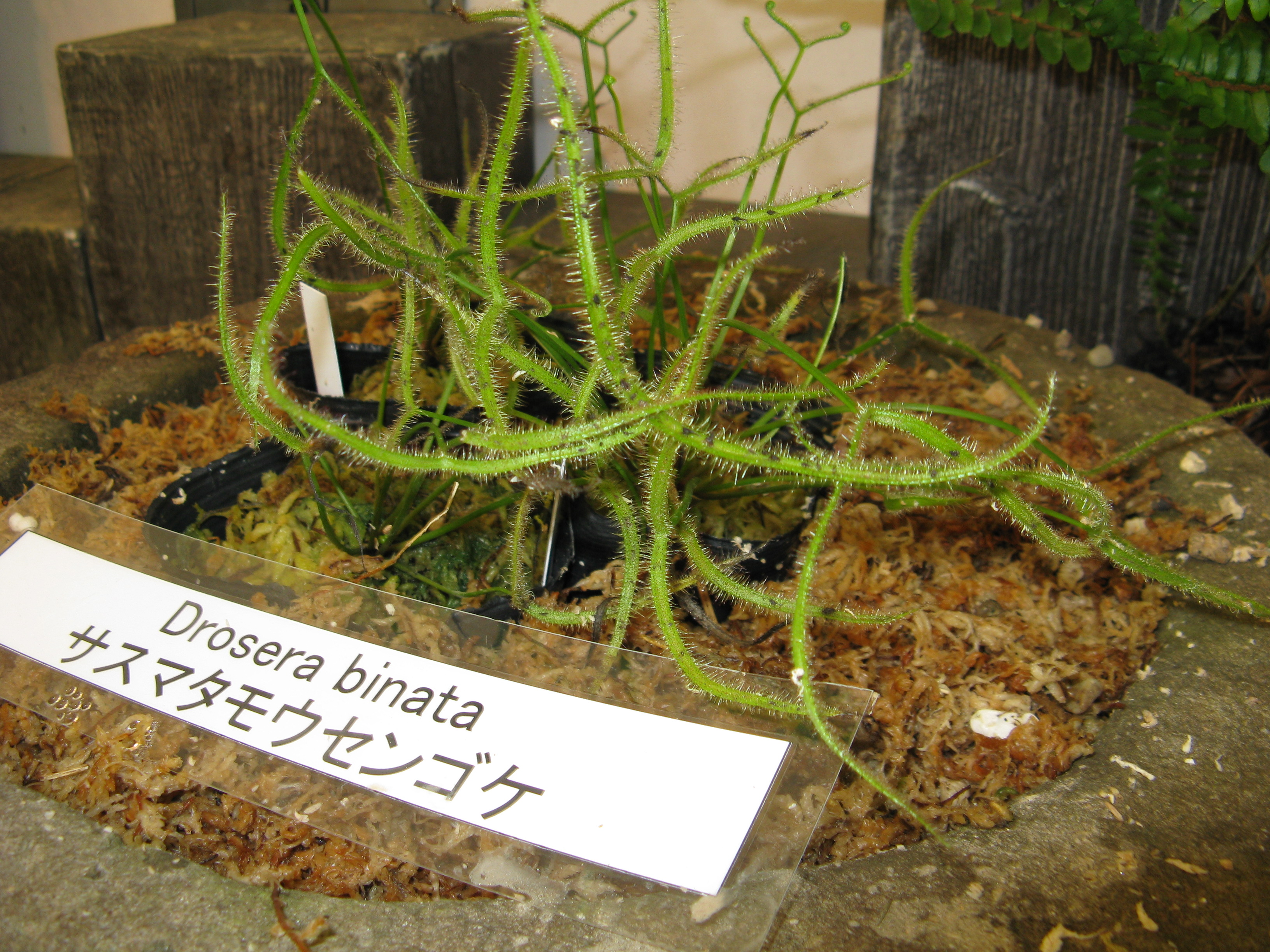